# 우봉 최씨
우봉 최씨(牛峰崔氏)는 황해북도 금천군을 본관으로 하는 한국의 성씨이다. 시조 최원호(崔元浩)는 고려 명종 때 영열우성공신(英烈佑聖功臣)으로 삼중대광문하시중상장군(三重大匡門下侍中上將軍)에 오르고 문하시랑(門下侍郞)에 추증되었으며, 그의 아들 최충헌(崔忠獻)은 문하시중(門下侍中), 진강군개국후(晉康郡開國侯)에 봉해졌다. 최충헌의 증손 최의가 숙청된 후 우봉 최씨 무신정권 세습 체제는 종결되었다.

## 역사
우봉 최씨의 시조 최원호(崔元浩)는 고려 명종 때 삼중대광으로 문하시중을 거쳐 우성공신에 책록되었다. 시조 최원호의 이전의 선계는 알 수 없고, 우봉(牛峰)에 세거해 온 집안이다.
최원호(崔元浩)의 아들 최충헌(崔忠獻)은 무신정변에 참가하지 않았던 독자 세력으로, 기존 무신정권의 체계를 해체하기 위하여 무신정권의 실권자 이의민과 무신정권 하부조직에 속했던 이강제(李康濟), 이지순(李至純), 손홍윤(孫洪胤), 김유신(金愈信), 박공습(朴公襲), 문득려(文得呂), 문적(文迪)등을 숙청하였으며, 고려 명종을 폐위하고 인종의 막내아들이자 의종과 명종의 동생인 신종을 옹립하였다. 최충헌은 이의방, 정중부, 경대승, 이의민이 무신정권을 수립한 이후에, 발생한 부조리를 개혁한다는 명분으로, 기존 무신정권보다 강화된 무신정권을 확립하였다. 최우(崔瑀)는 무신정권에 반대하는 관리들을 유배시키고, 왕에게 강화 천도를 청하여 단행하게 하였다. 최항(崔沆)은 무신정권을 인수한 뒤, 무신정권에 반대하는 민희(閔曦), 김경손(金慶孫), 김안(金安), 최종필(崔宗弼), 이균(李昀)을 귀양 보내고, 장군 김효정(金孝靖), 주숙(周肅)등을 귀양 보내는 과정에서 암살하였다. 최의(崔竩)는 간신 유능(柳能), 최양백(崔良伯)의 참소를 듣고 함부로 사람들을 살해하여, 무신정권 내부에서 갈등이 고조되었다. 최의(崔竩)는 무신정권의 신진 세력이었던 김준(金俊), 류경(柳璥)에게 숙청되면서, 60년 최(崔)씨 무신정권 세습 체제는 종결되었다.

## 본관
우봉(牛峰)은 황해도 금천군(金川郡) 우봉면 일대의 옛 지명이다. 고구려에는 우잠(牛岑: 牛嶺·首知衣)이라 불렸다가 757년(신라 경덕왕 16) 우봉으로 고쳤다. 1015년(고려 현종 6)에는 평주현(平州縣)에 예속되었고, 1062년(문종 16)에 경기도 개성부에 예속되었다. 1395년(태조 4)에 현으로 승격되었으며, 1413년(태종 13)에는 황해도에 속하였다. 1469년(예종 1)에 감무(監務)를 두었다가, 1652년(효종 3)에 강음(江陰)·우봉과 합쳐 금천군으로 개칭하였다. 1895년(고종 32) 지방제도 개정으로 강음군이 되었다. 1914년 부군면 통폐합으로 토산군의 대부분을 편입해 금천군으로 통합하였다. 1954년 황해도가 남도·북도로 분할됨에 따라 황해북도에 속하게 되었다.

## 인물
- 최충헌
- 최충수
- 최우
- 최항
- 최의
- 최상림

## 인구
- 1985년 94가구, 365명
- 2000년 60가구, 196명
- 2015년        120명